# Autostrada A4 (Niemcy)
Autostrada A4 (niem. Bundesautobahn 4 (BAB 4), także niem. Autobahn 4 (A4)) – autostrada federalna w Niemczech na osi wschód-zachód, czwarta w kolejności z najdłuższych autostrad.
Przebiega od granicy holendersko-niemieckiej (Bocholtz – Akwizgran) do granicy niemiecko-polskiej w Jędrzychowicach k. Zgorzelca, gdzie łączy się z polską autostradą A4. Jest częścią drogi międzynarodowej E40: Ostenda – Akwizgran – Kolonia – Erfurt – Wrocław – Katowice – Kraków – Rzeszów – Lwów – Kijów.
Autostrada składa się z dwóch odcinków, zachodniego (Akwizgran – Kreuztal: 156 km) i wschodniego (Kirchheim – Ludwigsdorf: 429 km). Oba odcinki są połączone autostradami A5 i A45 (długość trasy wynosi około 170 km, w porównaniu odległość w linii prostej wynosi około 125 km). Istnieją dalekosiężne plany połączenia obu odcinków, jednak ich realizacja nie zostanie wykonana. W latach 2002–2006, dobudowano krótki odcinek od węzła Olpe Süd do drogi krajowej B54n.

## Historia
Budowę autostrady rozpoczęto w latach 30. XX w. Przed zaprzestaniem robót w 1943 wykonano większą część odcinka wschodniego. Autostrada dotarła wtedy do Budziszyna. Dalej na wschód prace ziemne prowadzone były aż do Bolesławca, gdzie autostrada (obecnie ten odcinek leży w Polsce i nosi oznaczenia A4) miała łączyć się z autostradą Berlin – Wrocław (obecna A18).
Po podziale Niemiec w 1945 r. nowa granica kilkakrotnie przecinała A4, co spowodowało zamknięcie przygranicznej części trasy, która następnie popadła w ruinę. Ruch na tym odcinku otwarto dopiero po zjednoczeniu Niemiec w 1990 r. Odcinek autostrady w NRD przetrwał do lat 90. bez znaczących modernizacji (w kilku miejscach, na krótkich odcinkach dobudowano brakującą drugą jezdnię). W zawiązku z praktycznym brakiem ruchu na ukończonym 16 km fragmencie autostrady na wschód od węzła Bautzen Ost do granicy z Polską w 1965 r. gotową jedną jezdnię przeznaczono na składowanie rezerwy zbożowej i częściowo na ukończonej jezdni wybudowano 66 spichlerzy. W latach 1973–1977 zbudowano most nad Sprewą, który umożliwił otwarcie odcinka pomiędzy węzłami Bautzn West i Bautzn Ost. Po zjednoczeniu rozpoczęto gruntowną modernizację autostrady na terenie byłej NRD. Dobudowano brakujący odcinek od Budziszyna do Ludwigsdorfu. W kilku miejscach poszerzono autostradę do trzech pasów. Na kilku krótkich odcinkach autostrada jest zbudowana na całkowicie nowym szlaku (np. dookoła Eisenach).
W czasach istnienia Niemieckiej Republiki Demokratycznej autostrada nosiła numer A7 od granicy z RFN do Drezna i A6 od Drezna do Budziszyna, które istniały jedynie dla potrzeb administracyjnych, przez co nie umieszczano ich na drogowskazach. Trasa miała również numer międzynarodowy E63 od węzła Nossen do granicy z RFN koło Eisenach. Stanowiła także drogę tranzytową tego kraju.
W Niemczech Zachodnich arteria znajdowała się w ciągu tras europejskich E39 na odcinku granica z Holandią – węzeł Aachen (A4/A44/A544) oraz E5 od Akwizgranu do Kolonii (węzeł A3/A4, ówcześnie pod nazwą Dreieck Heumar, dziś Dreieck Köln-Heumar).